# Чандина
Чандина (бенг. চান্দিনা, англ. Chandina) — город и муниципалитет на юго-востоке Бангладеш, административный центр одноимённого подокруга. Площадь города равна 4,27 км². По данным переписи 2001 года, в городе проживало 35 601 человек, из которых мужчины составляли 50,63 %, женщины — соответственно 49,37 %. Уровень грамотности населения составлял 38,7 % (при среднем по Бангладеш показателе 43,1 %). 